# یانگ بین
یانگ بین (به چینی: 杨斌، متولد ۱۰ ژوئیهٔ ۱۹۸۹) کشتی‌گیر فرنگی‌کار تیم ملی چین است. از افتخارات وی می توان به کسب مدال برنز بازی‌های آسیایی ۲۰۱۸ اشاره کرد.
او در المپیک ریو در وزن ۷۵ کیلو حاضر بود که در دور اول زید آیت اکرام از مراکش را شکست داد اما در دور بعد از رومن ولاسوف کشتی‌گیر روسی شکست خورد و با توجه به حضور این کشتی‌گیر در فینال، به دیدار شانس مجدد رفت. او در اولین مرحله شانس مجدد به کیم هیون-وو کشتی‌گیر کره جنوبی باخت و از دور رقابت‌ها کنار رفت.